# Reserpina
La reserpina es un alcaloide de la familia del indol, usado en farmacología como antipsicótico atípico y antihipertensivo, sea para el control de la presión arterial o para el control de comportamientos psicóticos. Se obtiene de la purificación de la raíz de la Rauwolfia serpentina (serpentaria), o por síntesis química en laboratorios. En la actualidad es raramente usada como fármaco, a causa de sus numerosos efectos secundarios y por haberse desarrollado otros fármacos mejores para los síntomas descritos.
La acción antihipertensiva de la reserpina es resultado de su habilidad para reducir las catecolaminas de las terminaciones nerviosas periféricas simpáticas. Estas sustancias están normalmente relacionadas con el control del pulso cardíaco. La disminución de los neurotransmisores en la sinapsis se cita a menudo como evidencia de subsecuente depresión clínica en los seres humanos. Por otro lado, la reserpina tiene acción periférica en varias partes del cuerpo, resultando en la preponderancia de la acción colinérgica en el sistema nervioso.

## Historia
La reserpina fue aislada en 1952 de la raíz disecada de la Rauwolfia serpentina, de nombre común "serpentaria", un arbusto trepador de la India, usada durante milenios para el tratamiento de la locura, así como contra la fiebre y la picadura de víboras: hasta Mahatma Gandhi la utilizó como tranquilizante. Fue presentada 2 años después de la Clorpromazina.
El uso moderno de la raíz entera en el tratamiento de hipertensión y psicosis se describió en la literatura hindú en 1931; sin embargo, este alcaloide no se utilizó en Occidente hasta 1950. Como fármaco fue dejado de utilizar en el Reino Unido debido a sus vastas interacciones y efectos secundarios.

## Mecanismo de acción
La reserpina actúa sobre el transporte de monoamina vesicular, que normalmente transporta norepinefrina, serotonina, y dopamina del citoplasma del nervio presináptico a las vesículas para posterior liberación en la sinapsis. Los neurotransmisores desprotegidos se metabolizan por acción de la monoamino oxidasa por lo que nunca alcanzan la sinapsis.

## Usos actuales
La reserpina es uno de los pocos medicamentos antihipertensivos que han mostrado reducción de la mortalidad en pruebas controladas aleatorias: el programa de detección y seguimiento de la hipertensión del «Veterans Administration Cooperative Study Group in Anti-hypertensive Agents» y el programa «Systolic Hypertension in the Elderly».
Sin embargo, la reserpina raramente se usa en la actualidad para el tratamiento de la hipertensión: está listada como opción en el JNC 7, y es un fármaco de segunda/tercera elección sólo para pacientes descontrolados cuando el costo es un problema.
Se utiliza a veces en el tratamiento de los síntomas de la discinesia para pacientes que sufren la
enfermedad de Huntington.
En algunos países la reserpina todavía está disponible dentro de una combinación de fármacos para el tratamiento de la hipertensión, en muchos casos combinado con un diurético o un vasodilatador como la hidralazina. Estas combinaciones están sugeridas generalmente como de segunda elección. La dosis diaria de reserpina en tratamiento antihipertensivo es de 0,1 a 0,25 miligramos. El uso de reserpina como antipsicótico se ha abandonado casi completamente, pero la dosis que se usaba en estos casos era de 0,5 a 40 miligramos diarios. Las dosis que superan los 3 miligramos diarios requerían a menudo el uso de un anticolinérgico para combatir el exceso de actividad colinérgica en varias partes del cuerpo y el efecto de Parkinson. Se ha utilizado la reserpina como sedativo en caballos.

## Efectos secundarios
En dosis menores a 0,2 mg diarios, la reserpina tiene pocos efectos secundarios. Los más comunes se limitan a congestión nasal.
Ha habido muchas especulaciones sobre qué causa la depresión que puede llevar al suicidio, pero estos casos han sido reportados en estudios no controlados con dosis promedio de 0,5 mg diarios.
La reserpina puede causar congestión nasal, náuseas, vómitos, ganancia de peso, intolerancia gástrica, úlcera gástrica, dolor estomacal y diarrea. Este fármaco produce hipotensión y bradicardia y puede generar asma.